# Noctua sagittifer
Noctua sagittifer är en fjärilsart som beskrevs av Edward Alfred Cockayne 1946. Noctua sagittifer ingår i släktet Noctua och familjen nattflyn. Inga underarter finns listade i Catalogue of Life.